# Królestwo Izraela (państwo północne)
Królestwo Izraela – starożytne państwo na Bliskim Wschodzie, obejmujące znaczne tereny Palestyny. Powstało w wyniku rozpadu zjednoczonego państwa żydowskiego w 931/930 p.n.e., istnieć przestało w wyniku inwazji asyryjskiej w 722 p.n.e. Jego kolejnymi stolicami były Sychem, Penuel, Tirsa i Samaria. Przez historyków nazywane państwem północnym, dla odróżnienia od istniejącego na południu królestwa Judy.
Większość informacji na temat tego państwa dostarcza Biblia, jednak, w odróżnieniu od wcześniejszych dziejów Izraelitów, wielu wiadomości dostarczają także pozabiblijne źródła pisane oraz badania archeologiczne.

## Historia

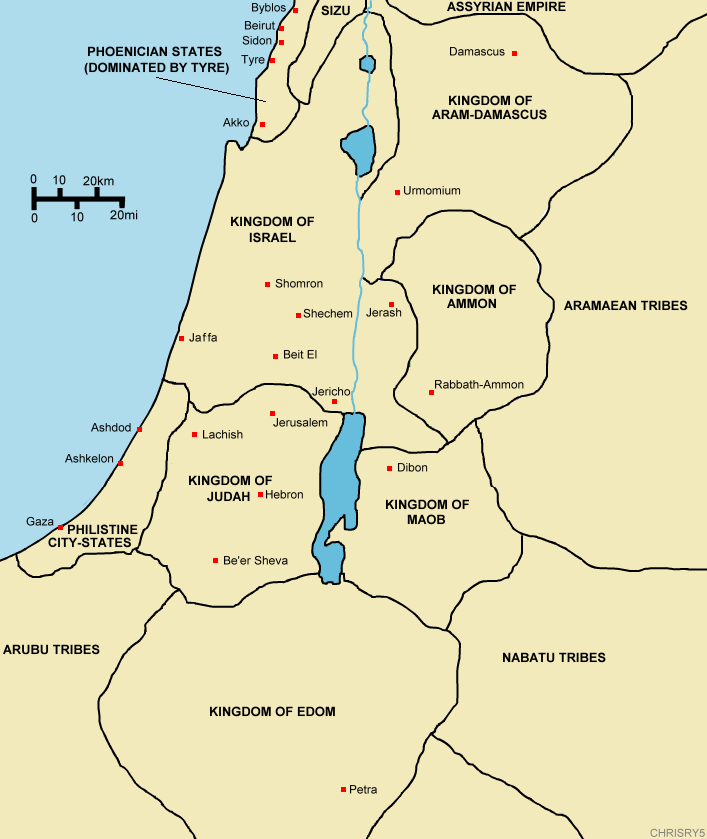
Lewant w IX w. p.n.e.

### Powstanie państwa
Pomimo kilkudziesięcioletniego okresu zjednoczenia, państwo żydowskie nie było tworem jednolitym. Było raczej zlepkiem plemion połączonych osobowością władcy. Tendencje separatystyczne plemion północnych zaznaczyły się już za panowania Dawida. Sprzeciw wobec panowania króla z pokolenia Judy wyraził niejaki Szeba, jednak jego powstanie zostało stłumione (2 Sm 20). W okresie panowania Salomona podjęte prace budowlane, życie w przepychu i tworzenie się elity urzędniczej zmusiły króla do zwiększenia danin publicznych. Tendencje rozłamowe nie ujawniły się za życia króla, jednak podział państwa był już rzeczą nieuniknioną.
Następca Salomona, Roboam, okazał się osobą niezdolną do zawierania kompromisów z poddanymi. Nie miał zamiaru zmniejszać obciążeń ustanowionych przez poprzednika. Doprowadziło to do buntu plemion północnych, na których czele stanął Jeroboam. Podział królestwa stał się faktem.

### Jeroboam I i jego następcy
Jeroboam już na początku rządów rozbił jedność religijną ludu izraelskiego, ustanawiając sanktuaria w Betel i Dan. Jako obiekty kultu ustanowiono złote cielce, co jest analogią do cielca sporządzonego na Synaju. Ustanowił też pomniejsze świątynki i kapłanów spośród ludu. Motywacje tego czynu były polityczne – jego celem było odseparowanie życia religijnego od Świątyni Jerozolimskiej, ściśle powiązanej z dynastią Dawidową. Za stolicę Jeroboam obrał najpierw Sychem, a następnie Penuel w Zajordaniu. Ostatecznie osiadł w Tirsie. Było to dawne miasto kananejskie i nie należało do terytorium żadnego z plemion, co sprzyjało konsolidacji państwa. W okresie rządów Jeroboama pomiędzy Izraelem a Judą dochodziło do walk (1 Krl 14,30), nie były to jednak wojny na wielką skalę, ale raczej starcia graniczne. Inskrypcja z Karnaku świadczy o tym, że w okresie rządów Jeroboama faraon Szeszonk I najechał terytorium Izraela, choć Biblia wspomina o tym najeździe jedynie w odniesieniu do Judy.
Następca Jeroboama był Nadab. Krótko po wstąpieniu na tron wyruszył on przeciwko Filistynom, chcąc zdobyć miasto Gibbeton. Padł jednak ofiarą spisku Baszy, który wymordował cały ród Jeroboma. Basza utwierdził Tirsę jako stałą stolicę królestwa (1 Krl 15,33). Wystąpił zbrojnie przeciwko Judzie i opanował miasto Rama, jednak król judzki Asa zawarł sojusz z aramejskim władcą Ben-Hadadem I, który zmusił Baszę do odwrotu i odebrał mu część Galilei, w tym miasta Abel Bet-Maaka i Dan. Po Baszy władzę objął jego syn, Ela, jednak jego rządy okazały się krótkie. Został zamordowany przez jednego ze swych dowódców, Zimriego, który jednak panował tylko tydzień. Wojsko bowiem ustanowiło królem Omriego, naczelnego dowódcę, który natychmiast wyruszył przeciwko uzurpatorowi. Pozbawiony nadziei na zwycięstwo Zimri popełnił samobójstwo.
W pierwszym okresie istnienia państwa sytuacja wewnętrzna była niespokojna i chaotyczna. Spośród pięciu następców Jeroboama jedynie dwóch objęło tron w wyniku dziedziczenia, natomiast trzech w wyniku przewrotu. Sytuacja ta nie sprzyjała rozwojowi kraju.

### Dynastia Omrydów
Pierwszym wyzwaniem, jakie stanęło przez Omrim, było pokonanie innego pretendenta do tronu, Tibniego. Udało mu się to po czteroletniej wojnie. Po sześciu latach rządów przeniósł stolicę do Samarii, którą zbudował od podstaw na górze Szomeron. Miasto to miało pozostać stolicą Izraela nieprzerwanie przez ponad 150 lat. Zawarł przymierze z królem Tyru Etbaalem I, którego córka, Izebel, została żoną syna i następcy Omriego, Achaba. Jak relacjonuje stela Meszy, zmusił Moab do uległości i płacenia trybutu. Zapoczątkował dynastię, która panowała nad Izraelem 40 lat. Omri był jednym z najpotężniejszych władców Izraela. Jeszcze długo po jego śmierci Izrael nosił w źródłach asyryjskich nazwę „bit Humria” – dom Omriego. Zasług tego władcy nie mógł przemilczeć nawet deuteronomiczny redaktor biblijnych Ksiąg Królewskich, który nastawiony był do Omriego negatywnie, oskarżając go o odstępstwo od jahwizmu i bałwochwalstwo.
Następca Omriego, Achab, w opinii autorów biblijnych był najgorszym władcą w dziejach Izraela. Zarzucane jest mu odstępstwo od wiary i pociągnięcie kraju w bałwochwalstwo, uległość wobec żony i chwiejny charakter. Biblia szeroko opisuje jego konflikt z prorokiem Eliaszem. Według historyków był on jednak dobrym przywódcą. Świadectwa archeologiczne wskazują na wielki rozmach działalności budowlanej Achaba. Otoczył murami kazamatowymi Dor, Megiddo, Chacor, Jizreel i Dan, zbudował też drugą linię murów obronnych górnego miasta w Samarii. Toczył zwycięskie walki z Aramejczykami, odzyskując tereny utracone w okresie rządów Baszy. Dołączył do koalicji antyasyryjskiej która wzięła udział w bitwie pod Karkar. Według źródeł asyryjskich miał w niej wystawić 2000 rydwanów i 10 000 piechoty, co czyni kontyngent izraelski drugim co do wielkości (a pierwszym, jeśli chodzi o liczbę rydwanów). Według steli Meszy w okresie rządów Achaba miał wyzwolić się Moab (prawdopodobnie w czasie, kiedy Achab był zajęty walką z Aramejczykami), choć według Biblii stało się to dopiero po śmierci władcy. Achab zginął w wyniku ran odniesionych w walce z aramejskim królem Ben-Hadadem II, który wcześniej był jego sprzymierzeńcem pod Karkar.
Następca Achaba, Ochozjasz, zginął w wyniku wypadku. Kolejny władca, Joram, wraz z judzkim królem Jozafatem i władcą Edomu, wyruszył przeciwko zbuntowanym Moabitom. Wojska koalicji odniosły zwycięstwo, lecz nie udało im się zdobyć stolicy kraju. Walczył również z Aramejczykami. Został zamordowany przez dowódcę swego wojska, Jehu.

### Dynastia Jehu
Przewrót Jehu miał podłoże religijne i polityczne. Jehu miał poparcie proroka Elizeusza, który miał być inicjatorem namaszczenia go na króla, oraz wojska. Zgodnie z przekazem biblijnym Jehu wytępił ród Achaba, zabił Izebel, a także wymordował czcicieli i kapłanów Baala. Zabił też króla judzkiego Ochozjasza, który przebywał jako gość w Izraelu. Był jednak słabym wodzem. Stracił liczne ziemie na rzecz Aramejczyków, musiał także płacić trybut Asyrii.
Okres rządów Joachaza to czas największej dominacja Aramu-Damaszku rządzonego przez Chazaela nad Izraelem. W okresie jego rządów, wskutek działań wojennych lub narzuconego Izraelowi pokoju, armia została znacząco zredukowana i nie przedstawiała większej wartości bojowej. Następca Joachaza, Joasz, trzykrotnie pokonał Aramejczyków i odebrał im uprzednio utracone przez Izrael ziemię. Pokonał też Judę oraz zdobył i splądrował Jerozolimę. Płacił jednak trybut władcy Asyrii, Adad-nirari III.
Jego następca, Jeroboam II, był jednym z najwybitniejszych władców Izraela. Za jego rządów Izrael ponownie stał się mocarstwem, zhołdował Damaszek i Hamat. Państwo podźwignęło się również gospodarczo. Ze wzrostem potęgi i dobrobytu wiązał się jednak upadek życia moralnego i religijnego, co potępiali prorocy Amos i Ozeasz.
Po śmierci Jeroboama Izrael nie odzyskał już znaczenia politycznego. Następca Jeroboama, Zachariasz, został zamordowany przez Szalluma.

### Upadek państwa

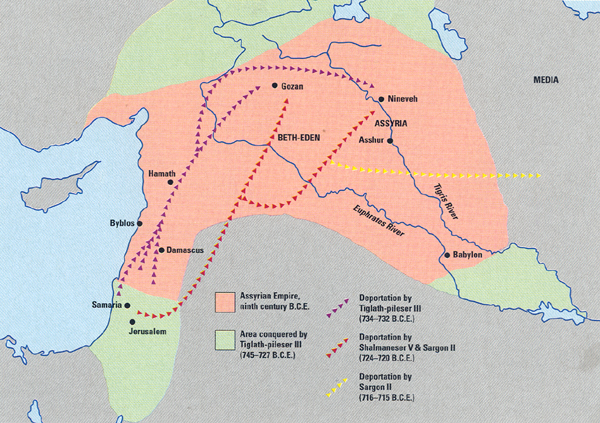
Deportacje mieszkańców królestwa Izraela przez Asyryjczyków

Szallum panował jedynie miesiąc, po czym został zamordowany przez Menachema. Menechem był wasalem króla asyryjskiego Tiglat-Pilesera III i opłacił mu trybut w wysokości 1000 talentów w zamian za pozostawienie go na tronie. Czyn ten został potępiony przez proroka Ozeasza. Jego następca, Pekachiasz, został zamordowany przez Pekacha. Pekach przystąpił do koalicji antyasyryjskiej i wziął udział w wojnie syro-efraimskiej, jednak został pokonany przez Tiglat-Pilesera III. Został zamordowany przez Ozeasza, przy czym prawdopodobnie inicjatorem zmiany władzy byli Asyryjczycy. Państwo zostało okrojone do samej tylko krainy Samarii, a z reszty kraju utworzono asyryjskie prowincje Megiddo i Dor. Nastąpiło wysiedlenie mieszkańców obszarów przyłączonych do Asyrii (2 Krl 15,29).
Ozeasz początkowo był lennikiem Asyrii i regularnie płacił trybut. Później jednak sprzymierzył się z Egiptem i zaprzestał opłacania daniny. Król Asyrii Salmanasar V wyruszył przeciwko niemu i zajął cały kraj z wyjątkiem stolicy. Oblężenie Samarii trwało trzy lata, w tym czasie władzę w Asyrii przejął Sargon II. Po zdobyciu miasta Ozeasz został stracony. Według 2 Księgi Królewskiej ludność izraelska została przesiedlona do Asyrii i Medii, natomiast na jej miejsce sprowadzono przesiedleńców ze wschodu. Państwo izraelskie przestało istnieć. Dalszych losów przesiedleńców, zwanych zaginionymi plemionami, Biblia nie opisuje, co wytworzyło liczne spekulacje. O losach Izraelitów wysiedlonych w 732 p.n.e. (pierwsze przesiedlenie) opowiada deuterokanoniczna Księga Tobiasza.
Waldemar Chrostowski uważa, że rozpowszechniony pogląd o zniknięciu państwa północnego i jego mieszkańców z dziejów wynika z nadmiernego zaufania relacji 2 Księgi Królewskiej. Deuteronomista chciał ukazać istnienie tego państwa jako mało znaczący, krótkotrwały epizod w historii narodu wybranego, dlatego informacje o późniejszych losach jego mieszkańców zostały pominięte. Zdaniem Chrostowskiego około połowy populacji Izraela pozostało w kraju, natomiast liczba deportowanych wynosiła ok. 40 000. Uważa też, że diaspora asyryjska zetknęła się z diasporą babilońską i ostatecznie została przez nią wchłonięta, wywierając przy tym większy wpływ na tradycję izraelską niż się przypuszcza.

## Społeczeństwo

### Religia
Państwo północne w większym stopniu niż Juda ulegało wpływom cudzoziemskim. Zaznaczył się tu zwłaszcza wpływ rozwiniętej Fenicji. Wpływy fenickie szczególnie nasiliły się w okresie rządów Achaba. Świadectwa archeologiczne dowodzą powszechności przedmiotów kultowych, np. figurek bogini-karmicielki. Również znalezione ostraki, na których pojawiają się imiona teoforyczne zawierające tak człon „Jah”, jak i „Baal”, dowodzą przemieszania religii izraelskiej z religiami Kanaanu. Główne sanktuaria pogańskie znajdowały się w miastach Dan i Betel.
Wpływ religii obcych, zwłaszcza kultu Baala i Aszery, spowodował powstanie opozycji zwolenników ortodoksyjnego jahwizmu. Tworzyli ją prorocy, tacy jak Eliasz czy Elizeusz. Łączyli oni wyłączny kult Boga Jahwe z postulatami etycznymi.

### Kultura materialna
Przez cały okres istnienia państwa obecne w nim były tendencje urbanizacyjne. Miasta rozrastały się i bogaciły. Obwarowane były murami kazamatowymi lub stokiem bojowym. W budownictwie mieszkalnym dominowały wzorce fenickie. Głównym metalem z którego wykonywano narzędzia było żelazo, choć brąz był nadal popularny. Ceramika, choć niezbyt wyszukana, stała na wysokim poziomie technicznym.
W pozostałościach miast z tego okresu niekiedy można znaleźć ślady luksusowego trybu życia. O monarszym przepychu świadczą znaleziska z Samarii, gdzie znaleziono liczne przedmioty z kości słoniowej.

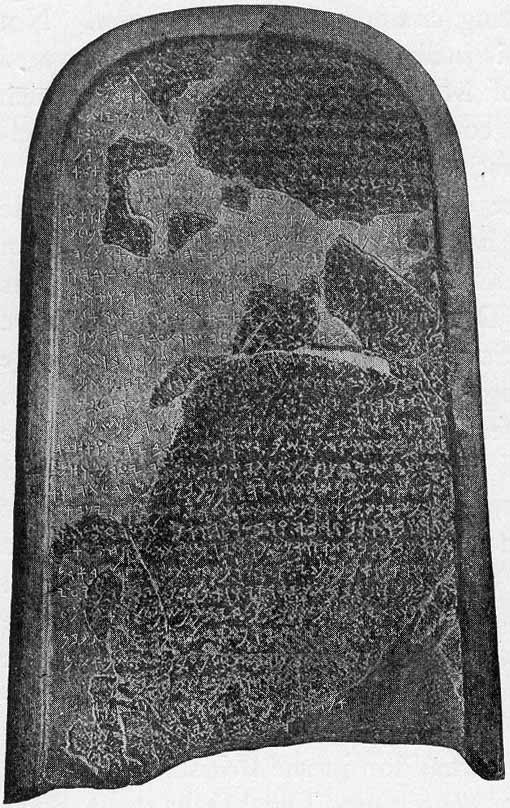
Stela Meszy

## Źródła historyczne

### Biblia
Biblia, a zwłaszcza Księgi Królewskie, szeroko opisują historię królestwa Izraela. Zawierają one jednak opinie nieprzychylnych mu autorów południowych. Środowiska religijne, w związku z polityczną niestabilnością Izraela, nadzieje na odrodzenie zawsze wiązały z Judą i rodem Dawida.

### Źródła pozabiblijne
Wzmianki o Izraelu i jego władcach pojawiają się w źródłach pochodzących z państw ościennych. Źródła asyryjskie niekiedy wymieniają władców Izraela wśród swoich lenników. Inskrypcja Salmanasara III wspomina o udziale Achaba w bitwie pod Karkar, natomiast kronika babilońska Sargona II opisuje zdobycie Samarii. Innym ważnym źródłem jest stela Meszy, sporządzona na polecenie walczącego z Izraelem króla Moabu.

## Władcy
Istnieją różne chronologie rządów królów Izraela. Większość historyków stosuje starsze chronologie Williama F. Albrighta lub Edwina R. Thielego, albo nowsze Gershona Galila lub Kennetha Kitchena. Polska Biblia Tysiąclecia stosuje chronologię V. Pavlovskiego i E. Vogta.
| Król        | Albright | Thiele  | Galil   | Kitchen | Pavlovsky–Vogt |
| ----------- | -------- | ------- | ------- | ------- | -------------- |
| Jeroboam I  | 921–901  | 931–910 | 931–909 | 931–911 | 931–909        |
| Nadab       | 901–900  | 910–909 | 909–908 | 911–910 | 909–908        |
| Basza       | 900–877  | 909–886 | 908–885 | 910–887 | 908–885        |
| Ela         | 877–876  | 886–885 | 885–884 | 887–886 | 885–884        |
| Zimri       | 876      | 885     | 884     | 886     | 884            |
| Omri        | 876–869  | 885–874 | 884–873 | 886–875 | 884–873        |
| Achab       | 869–850  | 874–853 | 873–852 | 875–853 | 873–853        |
| Ochozjasz   | 850–849  | 853–852 | 852–851 | 853–852 | 854–853 (sic!) |
| Joram       | 849–842  | 852–841 | 851–842 | 852–841 | 852–841        |
| Jehu        | 842–815  | 841–814 | 842–815 | 841–814 | 841–813        |
| Joachaz     | 815–801  | 814–798 | 819–804 | 814–806 | 813–797        |
| Joasz       | 801–786  | 798–782 | 805–790 | 806–791 | 797–782        |
| Jeroboam II | 786–746  | 782–753 | 790–750 | 791–750 | 782–753        |
| Zachariasz  | 746      | 753     | 750–749 | 750     | 753            |
| Szallum     | 745      | 752     | 749     | 749     | 753            |
| Menachem    | 745–738  | 752–742 | 749–738 | 749–739 | 752–742        |
| Pekachiasz  | 738–737  | 742–740 | 738–736 | 739–737 | 742–739        |
| Pekach      | 737–732  | 740–732 | 736–732 | 737–732 | 739–731        |
| Ozeasz      | 732–722  | 732–722 | 732–722 | 732–722 | 731–722        |